# Социологија у Кини
У Народној Републици Кини проучавање социологије се постојано развија од њеног поновног увођења 1979. године (претходно је било забрањено од стране комунистичких власти као буржоаска псеудонаука). Кинеска социологија има снажан фокус на примењену социологију и постала је важан извор информација за Кинеске творце политике.

### Историја
Социологија је постала предмет академског интересовања двадесетих година двадесетог века. Међутим, забрањена је од стране комунистичких власти у Кини 1952. године као буржоаска псеудонаука, слично ономе што се десило у другим комунистичким земљама (видети на пример историју социологије Совјетског Савеза или социологију Народне Републике Пољске). Постојећи социолози су дискриминисани током Културне Револуције. Године 1979., Кинески комунистички вођа Денг Ксијаопинг уочио је потребу за више студија Кинеског друштва и подржао је поновно успостављање те дисциплине. Те године, у марту, Кинеско Социолошко Удружење је поново успостављено. Од тада, социологија је нашироко прихваћена као корисна алатка за државу, а дипломирани социолози су често запошљавани у владиним установама. Поновно успостављање тог поља такође је потпомогнуто растућом сарадњом између Кинеских и Америчких социолога.
Међутим, социологија је претрпела још један ударац у Кини након протеста на тргу Тијенанмен 1989. године. Социологија је виђена као политички осетљива дисциплина и замењена је економијом у улози примарне друштвене науке државног саветника. Скоријих година, са друштвено-економским политикама као што је социјалистичко хармонично друштво, социологија поново постаје миљениц а Кинеских твораца политике.

### Установе
Од 2008. Кинески универзитети и академије друштвених наука (као што је Кинеска Академија Друштвених Наука) запошљавају преко 6.000 социолога и њихови програми нуде 74 дипломских студија из социологије, 87 магистарских студија и 16 докторских студија.
Кина има два врхунска социолошка журнала: Журнал Социолошких Истраживања (који се објављује од 1986.) и Друштво (од 1982). Постоје такође на стотине (око 900) научних журнала о друштвеној науци спонзорисани или од стране универзитета или института у којима се социолошка истраживања често објављују, од којих су најзапаженији Кинеске друштвене науке, Шангајске друштвене науке и Границе друштвених наука.

### Фокус и истраживање
Кинеска социологија, од њеног поновног успостављања 1979. године концентрише се на примењено, ка политици оријентисано, емпиријско истраживање, да би оправдала своју подршку од државе. Приметан пример употребе социологије од стране државних планера био је утицај радова Феи Ксиаотонга на политике индустријализације и урбанизације руралне средине. Скоријих година, приоритети политике су били прелаз са ефикасности и раста ка друштвеној правди, како би се смањила друштвена напетост и одржала политичка стабилност. Социолошко истраживање у Кини се посебно фокусира на питања везана за друштвено-економски развој, као што су друштвено класно раслојавање, друштвена покретљивост, изградња заједнице, односи државе и друштва, миграција и економска социологија.
Године 2003. отпочео је велики Кинески генерални програм друштвеног прегледа.
Кинеска социологија се такође постојано креће од претераног нагласка на Марксизам (видети такође и Маоизам и Марксиситичку социологију).
С друге стране, приметно је помањкање теоретског истраживања у Кинеској социологији, пошто држава и даље на њу не гледа благонаклоно.

### Унутрашње везе
- Yanjie Bian. “Sociological Research on Reform-Era China,” Issues & Studies (2003) 38/39: 139–174.
- Xueguang Zhou and Xiaomei Pei. “Chinese Sociology in a Transitional Society,” Contemporary Sociology (1997) 26: 569–572.
- Nan Lin, Victor Nee, William Parish, and Elena Yu. “The Development of Sociology in China: A Delegation Report,” Ford Foundation (1993)
- Anthony Oberschall, Teaching Sociology in China, China Exchange News, v14 n3 p5-8 Sep, 1986
- Alice S. Rossi, ed. Sociology and Anthropology in the People’s Republic of China: Report of a Delegation Visit, (National Academy Press, 1985).
- Lucie Cheng and Alvin So. 1983. “The Reestablishing of Sociology in the PRC: Toward the Signification of Marxian Sociology,” Annual Review of Sociology (1983) 9: 471–498.
- Maurice Freedman, Sociology in China: A Brief Survey, School of Oriental and African Studies, 1962 (JSTOR)